# French Power

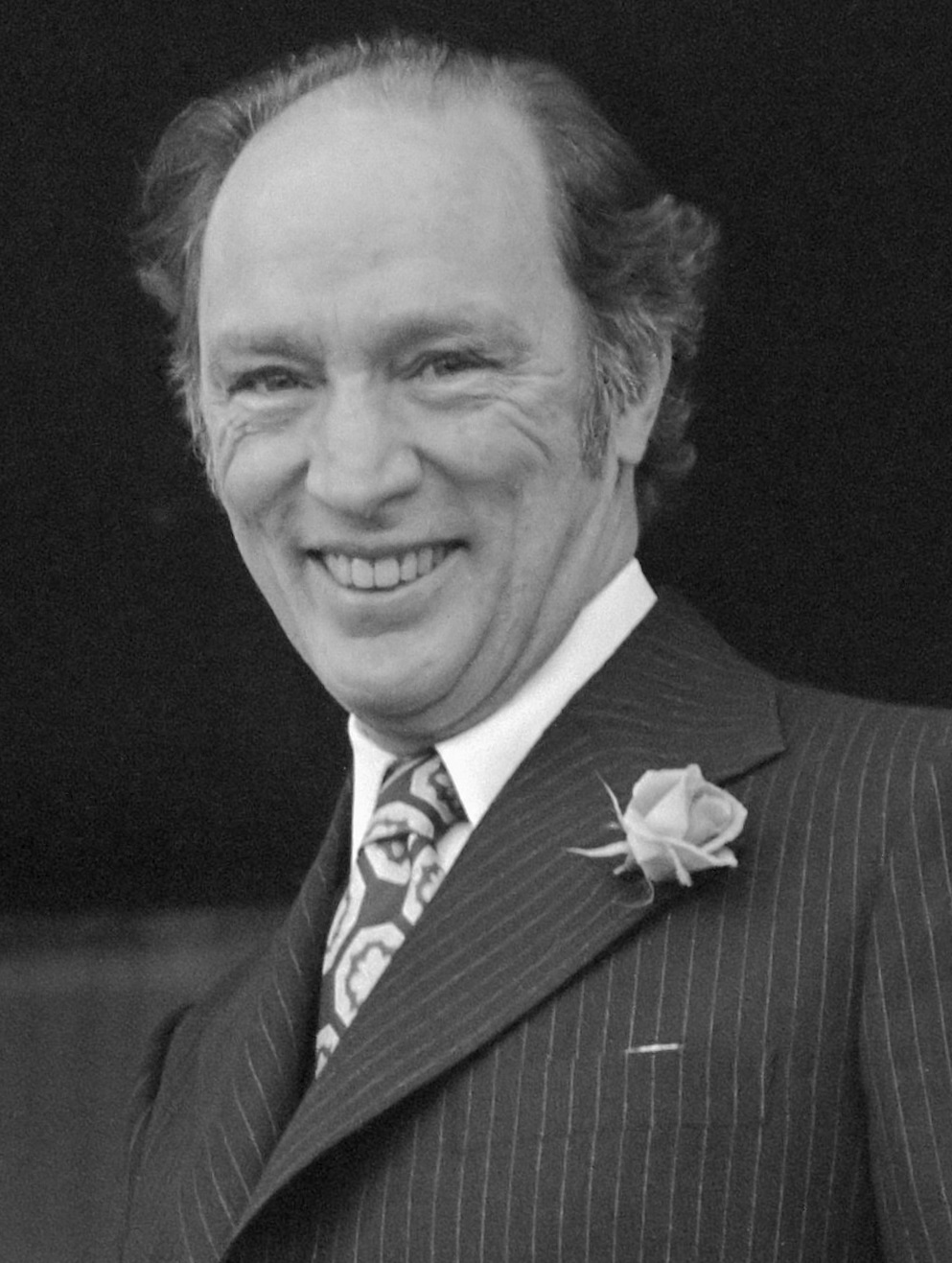
En politique canadienne, l'expression French Power est souvent assimilée au gouvernement Pierre Elliott Trudeau

Le French Power est une expression utilisée dans les médias anglophones canadiens et américains à partir des années 1960 pour décrire la présence d'hommes politiques francophones, originaires du Québec, à la tête du gouvernement et de l'administration du Canada. L'expression est notamment utilisée en référence au gouvernement Pierre Elliott Trudeau au pouvoir de 1970 à 1979 et de 1980 à 1984, particulièrement dans la foulée de la sanction de la Loi sur les langues officielles.
L'expression peut aussi prendre un sens péjoratif et populiste et témoigner d'un sentiment d’aliénation de certains canadiens anglophones à l'égard du bilinguisme d'État au Canada.